# Erhu

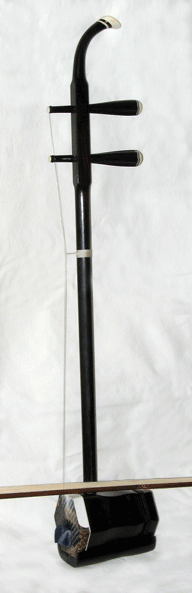
En erhu sedd från sidan.

Erhu (kinesiska: 二胡), ibland kallad "kinesisk violin" är ett tvåsträngat stråkinstrument från Kina använt som solo- och orkesterinstrument. Det hör liksom zhonghu, gaohu, banhu, jinghu, sihu och flera andra till den stora huqinfamiljen. Erhu betyder ordagrant "två-barbariskt", ett namn som bygger på att det (liksom de andra musikinstrumenten i huqinfamiljen) har utländska (centralasiatiska) rötter, och två strängar. Alternativt kan tvåan syfta på att det är näst störst till storleken inom instrumentfamiljen, inom vilken de flesta andra också är tvåsträngade. Erhu kom troligen till Kina under 900-talet och är idag ett av de mest spridda och brukade av de traditionella kinesiska musikinstrumenten. Liksom för andra instrument i familjen träs stråktaglet mellan de två strängarna som sedan kan spelas en i taget eller samtidigt.

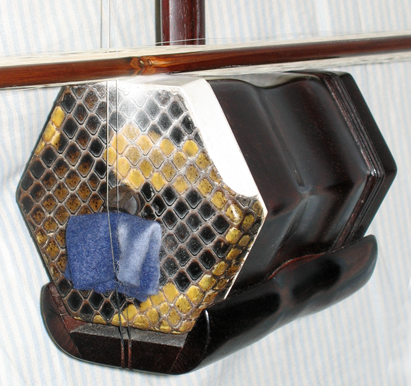
Erhu med ormskinn och för sydkinesiska erhu karaktäristisk sexsidig kropp.

- Wikimedia Commons har media som rör Erhu.